# Barçalona
Barçalona de Gèrç (en francès Barcelonne-du-Gers) és un municipi francès situat al departament del Gers i a la regió d'Occitània.

## Geografia

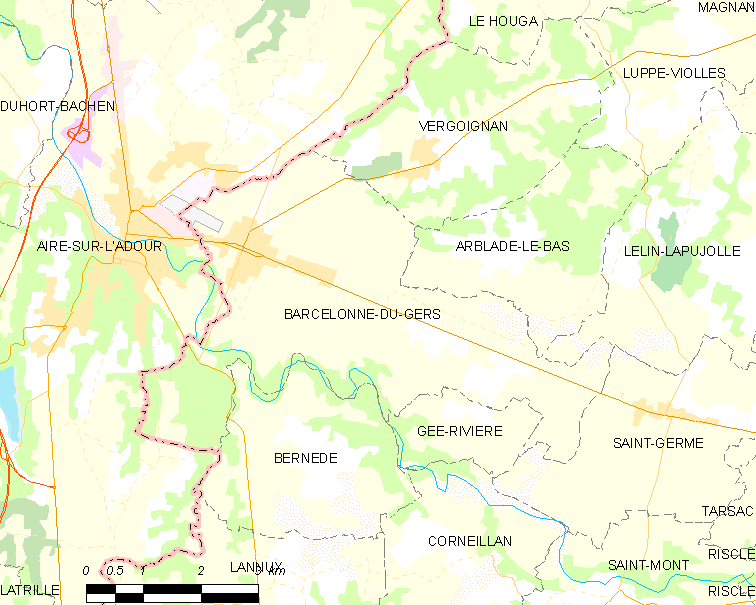
Mapa de la comuna de Barçalona de Gèrç

## Administració i política

### Alcaldes
| Període   | Identitat       | Partit |
| --------- | --------------- | ------ |
| 1983-2008 | André Dehez     | PS     |
| 2008-     | Jacques Gaïotti | PS     |

## Demografia
| 1962                                       | 1968  | 1975  | 1982  | 1990  | 1999  | 2006  |
| ------------------------------------------ | ----- | ----- | ----- | ----- | ----- | ----- |
| 1.091                                      | 1.190 | 1.134 | 1.183 | 1.312 | 1.303 | 1.319 |
| Des de 1962: població sense dobles comptes |       |       |       |       |       |       |